# Защита информации. Инсайд
«Защита информации. Инсайд» — российский периодический, научный, информационно-методический журнал в области защиты информации.
Журнал «Защита информации. Инсайд» решением Высшей аттестационной комиссии включен в Перечень рецензируемых научных изданий, в которых должны быть опубликованы основные научные результаты диссертаций на соискание ученой степени кандидата наук, на соискание ученой степени доктора наук.
Журнал входит в Российский индекс научного цитирования (РИНЦ).
На страницах журнала печатаются статьи российских и иностранных ученых в области информационной безопасности и защиты информации, в первую очередь материалы по безопасности компьютерных систем, технической защите информации, аудиту безопасности систем и программного кода, тестированию, анализу защищенности и оценке соответствия по требованиям безопасности информации.
Журнал «Защита информации. Инсайд» зарегистрирован 26 мая 2004 г. Министерством РФ по делам печати, телерадиовещания и средств массовых коммуникаций. Регистрационное свидетельство ПИ № 77-18089.
Журнал включен в базы данных и в Реферативный журнал ВИНИТИ РАН.

## Основные тематические разделы
- Новости и события
- Организационно вопросы и право
- Тема номера

Каждый номер журнала содержит блок материалов, посвященных одной теме, которая определяется на основе анализа текущей ситуации на рынке безопасности и защиты информации, а также мониторинга потребностей нашей аудитории.
- Безопасность компьютерных систем
- Криптография и стеганография
- Hi-Tech преступления, кибербезопасность
- Телекоммуникации и системы связи
- Антишпионаж и специальные средства защиты информации
- Новые технологии
- Обучение
- Исторические хроники

## Редакционный состав
- Баранов Александр Павлович, Главный научно-исследовательский вычислительный центр Федеральной налоговой службы Российской Федерации (Москва)
- Буйневич Михаил Викторович, Санкт-Петербургский университет государственной противопожарной службы МЧС РФ (Санкт-Петербург)
- Герасименко Владимир Григорьевич, Консалтинговое бюро комплексной безопасности «Хэпп-КБ» (Москва)
- Конявский Валерий Аркадьевич, Московский физико-технический институт (национальный исследовательский университет) (Долгопрудный)
- Костюков Александр Дмитриевич, Севастопольский государственный университет (Севастополь)
- Мажников Павел Викторович, ООО «Газпром проектирование» (Санкт-Петербург)
- Марков Алексей Сергеевич, Московский государственный технический университет им. Н. Э. Баумана (национальный исследовательский университет) (Москва)
- Маслов Олег Николаевич, Поволжский государственный университет телекоммуникаций и информатики (Самара)
- Сабанов Алексей Геннадьевич, ЗАО «Аладдин РД» (Москва)
- Швед Виктор Григорьевич, Санкт-Петербургский государственный университет телекоммуникаций им. проф. М. А. Бонч-Бруевича (Санкт-Петербург)